# Quilón de Esparta
Quilón de Esparta o Quilón el lacedemonio (en griego: Χίλων o Χείλων o Λακεδαιμόνιος) fue éforo de Esparta en el siglo VI a. C. y uno de los Siete Sabios de Grecia.

## Biografía

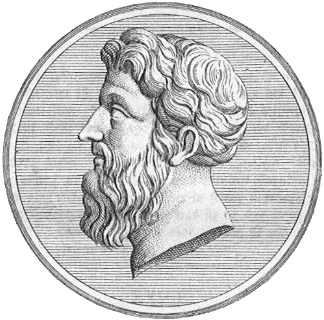
Quilón de Esparta.

Ocupó el cargo de éforo y elaboró gran parte de la constitución atribuida a Licurgo.[cita requerida] Hizo del eforado la magistratura suprema del estado espartano. Asimismo, se le atribuye la militarización de la vida civil de Esparta y las primeras medidas para la educación castrense de la juventud. Quilón también introdujo la costumbre de que los éforos se uniesen a los reyes como sus consejeros.
Reprobó la tolerancia que Esparta estaba teniendo con las ciudades de Arcadia y reclamó una política fuerte. Los espartanos no tuvieron dificultad en derrotar a los arcadios, que fueron sometidos. Solo la ciudad de Tegea pudo conservar su independencia bajo dominio espartano, y fue desde entonces la ciudad más leal a Esparta de todo el Peloponeso, que quedó dominado por Esparta casi en su totalidad (salvo la Argólida).
Se sabe que compuso poesía con métrica elegíaca.
La tradición dice que Quilón murió de alegría en los brazos de su hijo, que acababa de ganar un premio en los Juegos Olímpicos. Otra tradición atribuye la expresión «Conócete a ti mismo» a una visita de Quilón al Oráculo de Delfos: tras preguntar al dios sobre qué era lo mejor que podían aprender los hombres, Apolo habría respondido con la conocida sentencia.

## Epigramas
Algunos de sus epigramas son los siguientes:
- No hables mal de los muertos / de una persona en su desgracia
- Si eres fuerte, sé también misericordioso, de forma que tus vecinos puedan respetarte y no solo temerte
- No permitas que tu lengua corra más que tu inteligencia
- Contén la ira
- No desees lo imposible
- Obedece las leyes
- Honra a los hombres ancianos